# شط‌(ولاشان)
شط نام محلی از توابع ولاشان در استان اصفهان ایران است. که زمین فوتبال این محل در آن قرار دارد